# ولاد ایوانف
 ولاد ایوانف (رومانیایی: Vlad Ivanov؛ ‏ تلفظ رومانیایی: [ˈvlad iˈvanov]؛ زادهٔ ۴ اوت ۱۹۶۹) بازیگر اهل رومانی است. وی از سال ۱۹۹۸ میلادی تاکنون مشغول فعالیت بوده‌است. از فیلم‌هایی که وی در آن نقش داشته است می‌توان به چهار ماه، سه هفته و دو روز، در مه، کنسرت، فارغ‌التحصیلی، شادی من، پلیس، صفت و مسئله بچه اشاره کرد.